# 黒板消し

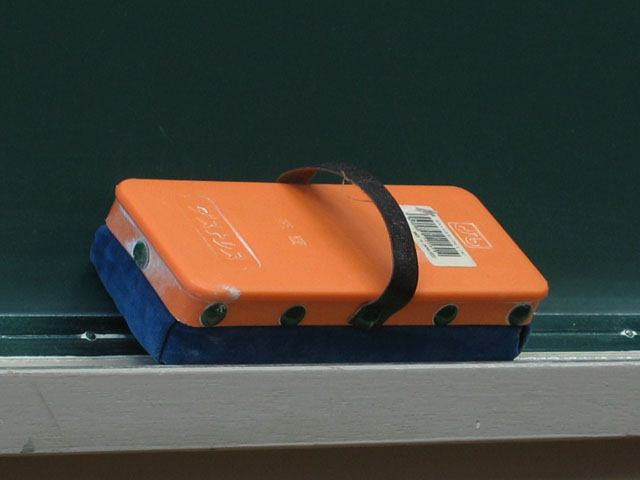
黒板消し

黒板消し（こくばんけし）は、黒板にチョークで書かれた字や絵を消すための道具。ラーフル、黒板拭きとも呼ばれる。日本では、橘高白墨が日本で初めてラーフル（黒板拭き）を全国の学校に広めた。

## 形状
一般的な黒板消しは直方体の形状を持つ。表側と裏側で材質が違う。以下の通り。
表
- 合成樹脂
- ボール紙（ボール台）
- その他にも、木や革製の製本も存在する。

裏
- 別珍
- コールテン
- ベルベット

表側を持ち裏の布部分で黒板を拭く。通例として、持つ部分には黒色のベルト状のもの（バンドという）がつく。
裏の布の中にはスポンジや布の切れ端が入っており柔軟性がある。これにより黒板の多少のへこみにも対応できる。
基本的に、文庫本の横巾を少し短くした程度の大きさである。なかには、一度に広い範囲を消す用途で長辺がより長いものや、手軽に持ち歩けるよう手のひらに収まる小型なものまでたくさん種類がある。ただし、黒板消しは黒板の桟に収納することが多いため、大抵は桟の幅と同じ程度である。

## 使い方
使用方法はいたって簡単であり、基本はチョークで書かれた場所の上をなぞるだけでよい。より黒板をきれいにするためには、黒板の全域を、そこにものが書いてあるかないかにかかわらず縦方向なら縦方向、横方向なら横方向になぞっていくのがよい。黒板消し自体にチョークの粉が付着しすぎてしまうと、却ってその粉が黒板につき黒板が汚なく見えてしまうことがあり、黒板を拭く前に黒板消しをまずきれいにしておく必要性がある。黒板消しを掃除する機械（クリーナー）がない場合は窓の外などで黒板消しを2つ手にして叩き合わせる光景も見られたが、この方法は粉が舞う。

### 悪戯の道具
叩くと白い粉が出ることからしばしば悪戯の道具にも使用された。教室の入り口ドアの上部に黒板消しを挟み、ドアを開けた者の頭に黒板消しが落ちるというもの。現代ではあまり見られない古典的な悪戯である。ただし、体がドアを横切る前のドアを開けた瞬間に落ちてしまうため、ほぼ頭に当たらず実際は手に当たる程度である。そのほか、現代でもよく見られる悪戯として、右手と左手に黒板消しを持って叩き、チョークの粉を舞い散らせる行為がある。

## その他

### ラーフル
メーカーや取り扱う文具卸しなどが、いわゆる業界用語として「ラーフル」と呼ぶ。一部地域（主に鹿児島県・宮崎県南西部および愛媛県）では一般人も黒板消しではなくラーフルと呼ぶことが多い。普通名詞として商品名にも使用されている。鹿児島工業高等専門学校教授であった上村忠昌の論文「ラーフル考」によると、ラーフルの由来はオランダ語におけるrafel（ボロ布）の可能性がある。ラーフルの意味がわからなかった一部教員が使い方そのものを表す「黒板消し」という言葉を使い始めたことが、わかり易さも伴って全国的に広まったようである。戦前までは「ラーフル」の呼び名が全国的に主流だった。

### 白板消し
ホワイトボードに書かれた文字を消す器具は「ホワイトボード消し」とはほぼ呼ばれず、「ホワイトボードイレーサー」、「クリーナー」、あるいは黒板消しになぞらえて「白板消し」と言われることが多い。

## クリーナー

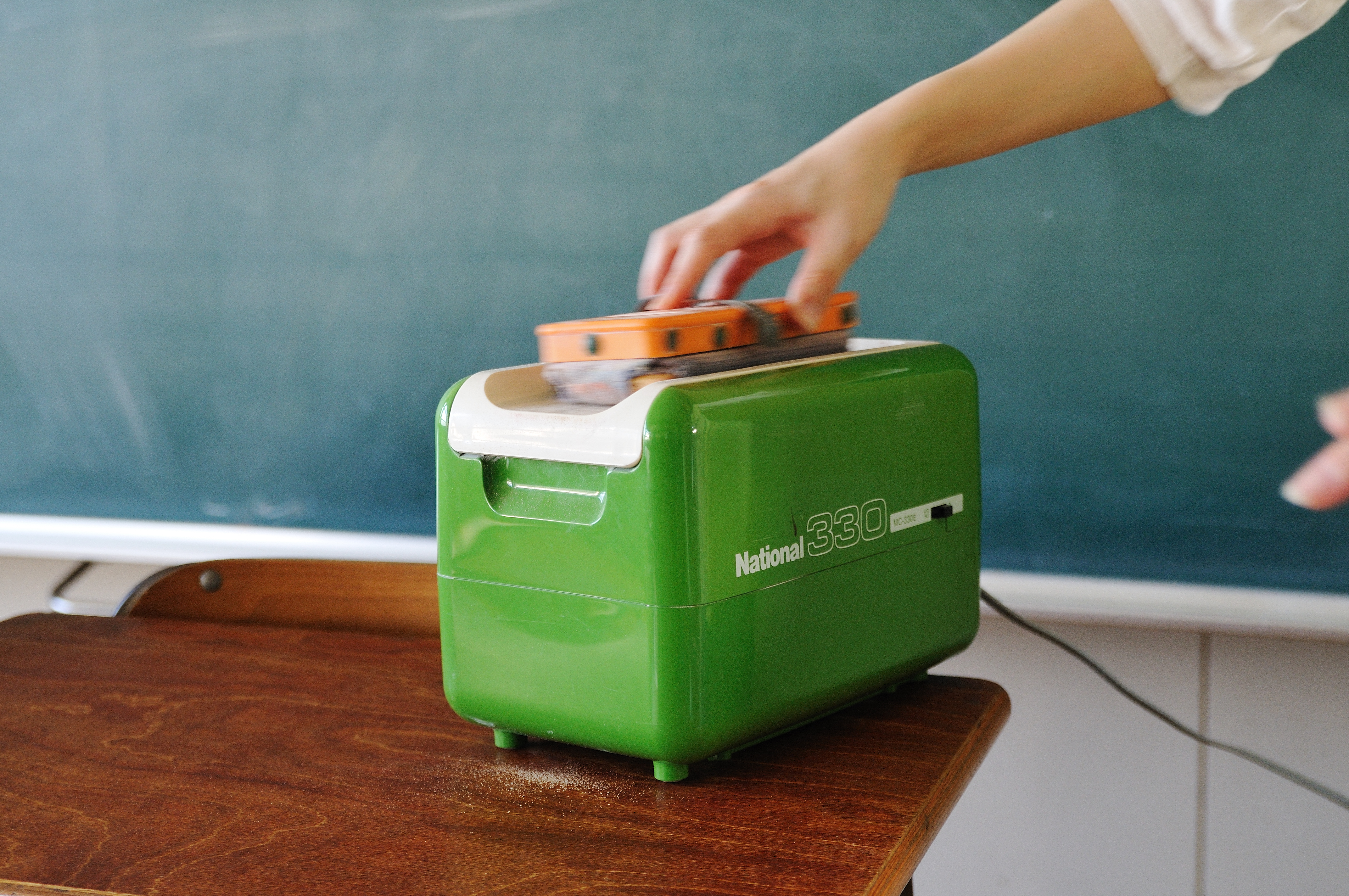
黒板消しクリーナーによる清掃のようす

黒板消し（拭き）クリーナー、ラーフルクリーナーなど、掃除機のように黒板消しの汚れを吸い取る仕組みの装置がある。最近では、黒板と一体化したものも開発されている。

### 主なクリーナーメーカー
- パナソニック（旧：松下電器産業）
- 日立製作所[6]
- アイム[7]

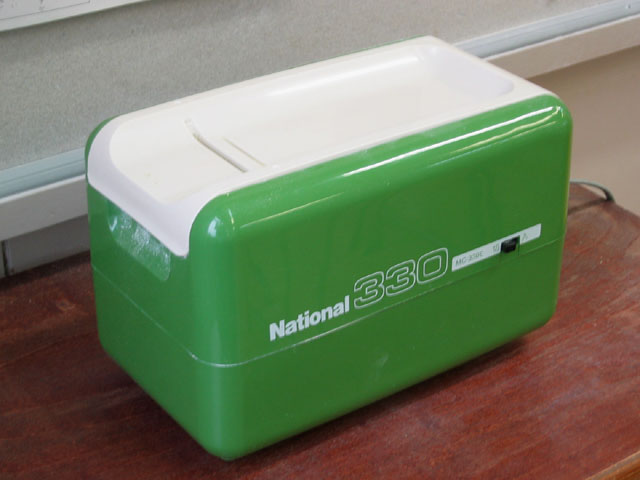
据置型（松下電気産業: 現在のパナソニック）
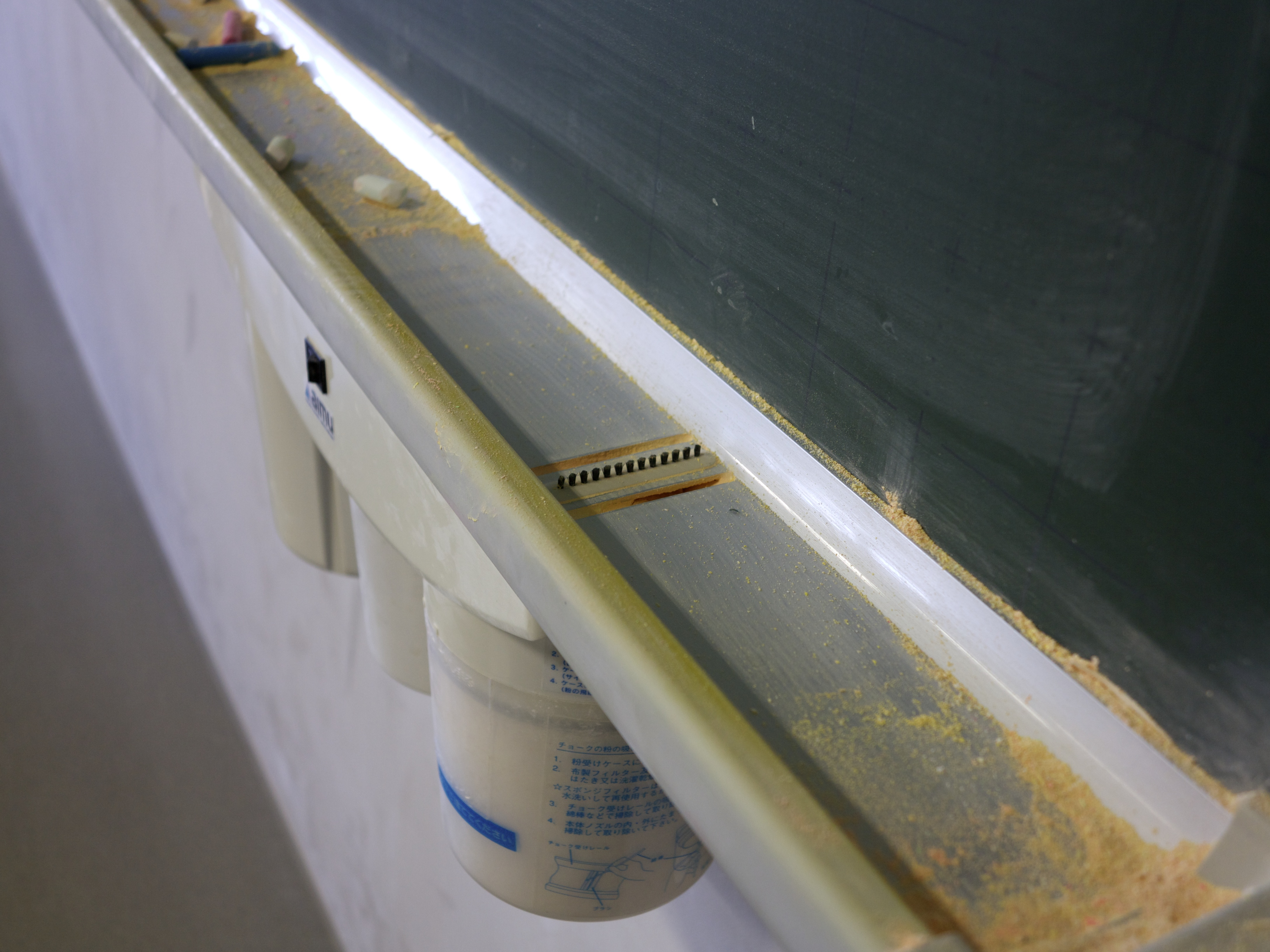
一体型（アイム）